# Sanna Irshad Mattoo
Sanna Irshad Mattoo est une photojournaliste indépendante indienne né en 1993 dans le district de Ganderbal au Jammu-et-Cachemire.
Elle est lauréate du Prix Pulitzer de la photographie de reportage en 2022.

## Biographie
Sanna Irshad Mattoo est née en 1993 dans le district de Ganderbal au Jammu-et-Cachemire.
Elle a étudié le journalisme à l’Université centrale du Cachemire.
Photographe indépendante depuis 2018, elle « documente le quotidien des habitants et les tensions religieuses et militaires dans le Cachemire » pour l’agence de presse internationale Reuters. Son travail a été publié dans des journaux et des magazines du monde entier et a été projeté et exposé dans diverses expositions et festivals.
En 2021, elle obtient une bourse « Photography and Social Justice Fellows » de la Fondation Magnum.
En 2022, elle remporte le Prix Pulitzer de la photographie de reportage dans la catégorie « Feature Photography » avec Adnan Abidi, Danish Siddiqui, et Amit Dave de l’agence Reuters pour leur couverture de la crise du Covid en Inde,.
Alors qu’elle est invitée aux rencontres de la photographie d’Arles en juillet 2022 pour y exposer et présenter son livre, Sanna Irshad Mattoo est interdite de sortie du territoire indien sans aucune motivation.
En octobre 2022, alors qu’elle se rend à New York avec ses confrères de Reuters pour y recevoir le prix Pulitzer, Sanna Irshad Mattoo est de nouveau arrêtée par les services d’immigration à l’aéroport de New Delhi et empêchée d’embarquer : « Seulement moi, j'ai été arrêtée sans aucune raison et les autres ont été autorisés à partir. Peut-être que cela a quelque chose à voir avec le fait que je suis Cachemirie ».

## Prix et récompenses
Liste non exhaustive
- 2020 : Bourse « Serendipity Arles Grant (SAG) » des Rencontres de la photographie d’Arles[1],[7]
- 2021 : Bourse « Photography and Social Justice Fellows » de la Fondation Magnum[3]
- 2022 : Bourse « Counter Histories » de la Fondation Magnum[8]
- 2022 : Prix Pulitzer de la photographie de reportage dans la catégorie « Feature Photography » avec Adnan Abidi, Danish Siddiqui, Amit Dave de Reuters pour leur couverture de la crise du Covid en Inde[4].